# Glyptothorax punjabensis
Glyptothorax punjabensis är en fiskart som beskrevs av Mirza och Kashmiri, 1971. Glyptothorax punjabensis ingår i släktet Glyptothorax och familjen Sisoridae. Inga underarter finns listade i Catalogue of Life.